# Lomtjärn (naturreservat)
Lomtjärn är ett naturreservat i Hudiksvalls kommun i Gävleborgs län.
Området är naturskyddat sedan 1992 och är 138 hektar stort. Reservatet består av barrskog med delar som är ren tallskog. som. Våtmarken Storlomman ligger här liksom den lilla tjärnen Lomtjärn. 